# Пас (знак)
Пас (комі рӧдвужпас від рӧдвуж — «рідня» + пас — «знак») — родові знаки або тамги комі-зирян та комі-перм'яків.

## Короткий опис
Паси — це давні рунічні знаки комі, які продовжували використовуватися тривалий час на мисливських календарях-пу святцях.
Вважається також, що ці паси були предтечею писемності, са́ме їх, згідно з версією, використав у 2-й пол. XIV століття просвітник і покровитель комі св. Стефан Пермський для створення оригінальної комі писемності анбур.
У сучасній мові комі чимало слів-неологізмів утворено з використанням слова пас у значенні «знак» (наприклад, комі пасйöд «примітка, письмове зауваження»). Аналог в удмуртській мові — пус «(родовий) знак».